# Rodrigo Eanes Redondo
Rodrigo Eanes Redondo (fl. XIII secolo) è stato un trovatore portoghese, del secondo terzo del XIII secolo.
Padre del trovatore Fernan Rodriguez Redondo, è imparentato con la famiglia dei Velhos. È autore di sette testi: quattro cantigas de amor, una cantiga de amigo, un sirventés e una tenzone con Lourenço.